# Association des bibliothécaires du Québec
 (février 2022).
La mise en forme du texte ne suit pas les recommandations de Wikipédia : il faut le « wikifier ».
Les points d'amélioration suivants sont les cas les plus fréquents :
- Les titres sont pré-formatés par le logiciel. Ils ne sont ni en capitales, ni en gras.
- Le texte ne doit pas être écrit en capitales (les noms de famille non plus), ni en gras, ni en italique, ni en « petit »…
- Le gras n'est utilisé que pour surligner le titre de l'article dans l'introduction, une seule fois.
- L'italique est rarement utilisé : mots en langue étrangère, titres d'œuvres, noms de bateaux, etc.
- Les citations ne sont pas en italique mais en corps de texte normal. Elles sont entourées par des guillemets français : « et ».
- Les listes à puces sont à éviter, des paragraphes rédigés étant largement préférés. Les tableaux sont à réserver à la présentation de données structurées (résultats, etc.).
- Les appels de note de bas de page (petits chiffres en exposant, introduits par l'outil «  Source ») sont à placer entre la fin de phrase et le point final[comme ça].
- Les liens internes (vers d'autres articles de Wikipédia) sont à choisir avec parcimonie. Créez des liens vers des articles approfondissant le sujet. Les termes génériques sans rapport avec le sujet sont à éviter, ainsi que les répétitions de liens vers un même terme.
- Les liens externes sont à placer uniquement dans une section « Liens externes », à la fin de l'article. Ces liens sont à choisir avec parcimonie suivant les règles définies. Si un lien sert de source à l'article, son insertion dans le texte est à faire par les notes de bas de page.
- La présentation des références doit suivre les conventions bibliographiques. Il est recommandé d'utiliser les modèles {{Ouvrage}}, {{Chapitre}}, {{Article}}, {{Lien web}} et/ou {{Bibliographie}}. Le mode d'édition visuel peut mettre en forme automatiquement les références.
- Insérer une infobox (cadre d'informations à droite) n'est pas obligatoire pour parachever la mise en page.

Pour une aide détaillée, merci de consulter Aide:Wikification.
Si vous pensez que ces points ont été résolus, vous pouvez retirer ce bandeau et améliorer la mise en forme d'un autre article.
L’Association des bibliothécaires du Québec (ABQLA) (anglais : Quebec Library Association) est une association bénévole bilingue à but non lucratif qui représente le personnel des bibliothèques du Québec et les bibliothèques publiques québécoises.

## Description
L’Association des bibliothécaires du Québec regroupe des professionnels en bibliothéconomie et en sciences de l’information, du personnel connexe et des amis des bibliothèques. Elle fournit un réseau de soutien à ses membres et fait la promotion des bibliothèques, de leurs services et du rôle des spécialistes de l’information auprès de la communauté québécoise.
L’association comporte cinq sections, regroupées selon les activités professionnelles ou les intérêts de ses membres :
- bibliothèques publiques ;
- bibliothèques scolaires ;
- bibliothèques pour les jeunes et les enfants ;
- bibliothèques collégiales et de recherche ;
- services de catalogage et les services techniques[3],[4].

## Historique
Fondée en 1932, elle est la plus ancienne association de bibliothécaires au Québec. Elle est aussi la troisième en ancienneté des associations provinciales au Canada, après l’Association des bibliothèques de l’Ontario-Franco (en) et la British Columbia Library Association.
Créée par Gerhard Lomer (en), directeur de la bibliothèque de l'Université McGill et de l’École des sciences de l'information McGill (en), en collaboration avec Aegidius Fauteux, directeur de la Bibliothèque municipale de Montréal, l’Association regroupe principalement, à ses débuts, des diplômés de l’École de McGill. Les membres de l’époque sont majoritairement anglophones, mais quelques bibliothécaires francophones éminent.e.s y adhèrent également, en outre Marie-Claire Daveluy, Hélène Grenier et Louise Lefebvre. L’Association fonctionne, dès ses débuts, en tant qu’association bilingue, malgré son statut d’organisation anglophone. Elle devient officiellement bilingue en 1971 avec l’adoption d’un nouveau règlement.
Gerhard Lomer (en) est le premier président de l’Association (1932–1933). Hélène Grenier, directrice de la Bibliothèque des instituteurs de la Commission des écoles catholiques de Montréal, est quant à elle la première personne francophone à occuper cette fonction (1935-1936).
De 1965 à 1969, l’Association s’allie à l’Association canadienne des bibliothécaires de langue française (ACBLF) afin de créer la Corporation des bibliothécaires professionnels du Québec (CBPQ).
En 1974, on compte 338 membres de l’Association, dont 85% de bibliothécaires professionnels. Les membres sont répartis également entre anglophones et francophones.
En 1984 est fondée l’Association des bibliothèques publiques du Québec (ABPQ), désignée alors comme l’Association des directeurs et directrices de bibliothèques publiques du Québec (ADIBIPUQ). Plusieurs des membres fondateurs sont aussi des membres de l’Association des bibliothécaires du Québec.
Depuis 1932, plusieurs présidents et présidentes se sont succédé :
- 1932-1933 Gerhard Lomer (en)
- 1933-1934 Laura A. Young
- 1934-1935 Violet M. McEwen
- 1935-1936 Hélène Grenier
- 1936-1937 Kathleen Jenkins
- 1937-1938 Albertine Chené
- 1938-1939 Helen Lonsdale Haultain
- 1939-1940 A. Gertrude Jarvis
- 1940-1941 Joseph Brunet
- 1941-1942 Margaret Eleanor Hibbard
- 1942-1943 Laurette Toupin
- 1943-1944 Vernon Ross
- 1944-1945 Joseph Brunet
- 1945-1946 Joseph Brunet
- 1946-1947 Helen Margaret Falconer
- 1947-1948 Jean-Jacques Lefebvre
- 1948-1949 Grace E. Crooks (Leigh)
- 1949-1950 Cécile Saint-Jorre
- 1950-1951 Grace Hamlyn
- 1951-1952 Joseph R. Leduc
- 1952-1953 Margaret W. Good
- 1953-1954 Raoul Trudeau
- 1954-1955 Violet L. Coughlin
- 1955-1956 Sybil Lapin Cadloff
- 1956-1957 Rita Sheppard (Kyles)
- 1957-1958 Cécile Saint-Jorre
- 1958-1959 Cécile Saint-Jorre
- 1959-1960 Beatrice Simon
- 1960-1961 Bernard Vinet
- 1961-1962 Marianne Scott
- 1962-1963 Louise Lefebvre
- 1963-1964 Louise Lefebvre
- 1964-1965 Eleanor E. Magee
- 1965-1966 Miriam H. Tees
- 1966-1967 Keith Crouch
- 1967-1968 Andrzej Henryk Mrozewski
- 1968-1969 Marie Zielinska
- 1969-1970 Laurent G. Denis
- 1970-1971 Jean Brown
- 1971-1972 Anna Rovira
- 1972-1973 Isabel Best
- 1973-1974 Claire Côté
- 1974-1975 Charles D. Batty
- 1975-1976 Monique C. Lavoie
- 1976-1977 Norah Page Bryant
- 1977-1978 Allen Dufour
- 1978-1979 Anna Rovira
- 1979-1980 Diana Frye
- 1980-1981 Marie-Louise Simon
- 1981-1982 Anne M. Galler
- 1982-1983 Donna Duncan
- 1983-1984 Diane Mittermeyer
- 1984-1985 Sylvia Piggott
- 1985-1986 Brenda Pym (Wilson)
- 1986-1987 Rosemary Lydon
- 1987-1988 Deborah Novack
- 1988-1989 Molly Walsh
- 1989-1990 Barbara Hiron
- 1990-1991 Elizabeth Annesley
- 1991-1992 Susan Perles
- 1992-1993 Eva Raby
- 1993-1994 Frances Ackerman
- 1994-1995 Maria Varvarikos
- 1995-1996 Barbara Sauvé
- 1996-1997 Beverley Gilbertson
- 1997-1998 Anne Howard
- 1998-1999 Jennifer Reeves
- 1999-2000 Rennie MacLeod
- 2000-2001 Maria Varvarikos
- 2001-2002 Dorothy Cameron
- 2002-2003 Rosemary Cochrane
- 2003-2004 Sonia Djevalikian
- 2004-2005 Ann Moffat
- 2005-2006 Wendy Wayling
- 2006-2007 Mary Jane O’Neill
- 2007-2008 Janine West
- 2008-2009 Lisa Milner
- 2009-2010 Maria Luisa Garicoche Morales
- 2010-2011 Anne Wade
- 2011-2012 Julie-Anne Cardella
- 2012-2013 Luigina Vileno
- 2013-2014 Robin Canuel
- 2014-2015 Shannon Babcock
- 2015-2016 Sonia Smith
- 2016-2017 Leticia Cuenca
- 2017-2018 Julian Taylor
- 2018-2019 Katherine Hanz
- 2019-2020 Eamon Duffy
- 2020-2021 Sandy Hervieux[13]
- 2021-2022 Sandy Hervieux
- 2022-2023 Maria Ressina et Barbara Whiston

## Mission et objectifs
L’Association soutient ses membres par l’éducation et la défense d’intérêts auprès du public et des instances politiques. Elle vise également à soutenir le développement professionnel de ses membres et à faciliter l’échange d’informations sur des questions d’intérêt.
Pour atteindre ses objectifs, l'Association tient chaque année un congrès et divers événements, en plus de publier trimestriellement le ABQLA Bulletin. Elle met également en place, en partenariat avec d’autres associations de bibliothèques, différentes politiques et diffuse des déclarations sur des questions importantes dans le domaine bibliothéconomique. Elle offre aussi différentes bourses professionnelles et étudiantes.

## Événements et conférences
Chaque année, l’Association organise une dizaine d’événements professionnels, de même qu’un congrès annuel. Différents enjeux et thématiques jugées d’actualité dans la communauté des bibliothécaires du Québec sont abordées lors des congrès : le libre accès (2012), l’évaluation (2013), le design en bibliothèque (2014), les bibliothèques et leurs communautés (2015), les enjeux technologiques et l’innovation (2016), les nouveaux services et technologies (2017), l’inclusion (2018), l’engagement communautaire (2019), l’Histoire et l’innovation (2021), l’adaptation et l’auto-réflexion (2022).

## Bourses et prix
Chaque année, l’Association offre différentes bourses et prix à des étudiants et des étudiantes en sciences de l’information, ainsi qu'à des professionnels du milieu .

### Bourse Anne Galler
La Bourse Anne Galler est décernée chaque année à un professionnel ou une professionnelle dont on « reconnaît la contribution durable à la profession de bibliothécaire et à l’enrichissement de la bibliothéconomie au Québec ». Ce prix était autrefois nommé « Prix pour services exceptionnels en bibliothéconomie », mais est rebaptisé en hommage à Anne Galler, récipiendaire de la bourse en 1991,.
Anne Galler (1931-1999) est une professeure et une bibliothécaire œuvrant dans les bibliothèques publiques, les bibliothèques spécialisées et les bibliothèques scolaires. Pendant sa carrière à l'Université de Concordia, elle lutta pour la reconnaissance et le statut des techniciens et des techniciennes en documentation au sein de la profession. Elle a également contribué à l'amélioration de la littéracie et des bibliothèques carcérales, à l'offre de services pour les personnes en situation de handicap et pour les personnes marginalisées ainsi qu'à l'avancement de la bibliothéconomie scolaire . Elle était également active auprès de plusieurs organisations et comités, tels que la Special Libraries Association, l'Association canadienne des bibliothèques et la Fédération internationale des associations et institutions de bibliothèques (IFLA) .

### Bourse Anne Hébert
La bourse Anne Hébert est décernée chaque année, depuis 2019, à un étudiant inscrit, soit à temps plein ou à temps partiel, à un programme de maîtrise en bibliothéconomie ou en sciences de l’information.
Anne Hébert (1977-2017) est une bibliothécaire et ancienne présidente de la section étudiante de l'ABQLA (2013-2014). Elle détient une maitrise en sciences de l'information de l'Université McGill. Elle a travaillé à la bibliothèque Eleanor London, située dans Côte-Saint-Luc, à Montréal et à la bibliothèque publique d'Ottawa, en Ontario .
Anne était connue pour sa gentillesse, sa compassion, son ouverture d'esprit ainsi que son sens de l'humour. En sa mémoire, la bourse est octrôyée en préférence à des étudiantes ou des étudiants « qui ont un intérêt éprouvé pour les services de bibliothèques publiques ou qui ont une expérience pertinente, en particulier auprès des populations marginalisées (par exemple, les personnes âgées, les nouveaux arrivants)  ».

### Bourse de développement professionnel
La bourse de développement professionnel, décernée à un membre pour « participer à une opportunité de développement professionnel, telle une conférence professionnelle pertinente ».

### Bourse étudiante
La bourse étudiante est décernée à un membre actif ou un nouvel adhérent étudiant de l’Association.